# Спырля, Ирина
Ирина Спырля (рум. Irina Spîrlea; род. 26 марта 1974, Бухарест) — румынская профессиональная теннисистка, бывшая седьмая ракетка мира.
- Победительница 10 турниров WTA в одиночном и парном разрядах
- Новичок года WTA в 1994 году
- Игрок сборной Румынии в Кубке Федерации и на Олимпийских играх 1992 года.

## Общая информация
Ирина Спырля родилась в семье пятиборца Думитру Спырли, выступавшего за румынскую сборную на Олимпийских играх в Москве. После окончания игровой карьеры вышла замуж за своего тренера, итальянца Массимилано Паче, с которым живёт в Риме и на Сардинии. У Массимилиано и Ирины двое детей.

### Стиль игры и поведение
Ирина Спырля предпочитала играть на грунтовых кортах, а в интервью после начала карьеры рассказала, что не любит корты с травяным покрытием. Её сильнейшим оружием был форхенд — удар открытой ракеткой.
Спырля запомнилась зрителям не только своей игрой, но и скандалами, связанными с её поведением. В 1996 году, выступая в Палермо в ранге двукратной чемпионки, она грязно обругала судью матча по-итальянски, после чего ей было засчитано поражение в матче. Как позже объясняла сама Спырля, она не хотела в этом сезоне играть в Палермо, но регламент турнира требовал участия действующей чемпионки, так что ей пришлось играть против воли и «в плохом настроении». Спырля стала первой теннисисткой в истории WTA, дисквалифицированной за неспортивное поведение; следующая подобная дисквалификация в турнире WTA состоялась только через 11 лет, когда на турнире в Цинциннати Анастасия Родионова, раздражённая шумной поддержкой, которую оказывала её сопернице группа болельщиков, направила удар в их сторону. Ещё один скандальный эпизод с участием румынки произошёл на Открытом чемпионате США 1997 года, когда в полуфинальном матче, меняясь сторонами корта, она намеренно столкнулась с Винус Уильямс. На послематчевой пресс-конференции Спырля, только что упустившая шанс выйти в финал, снова непечатно выругалась — теперь в адрес Уильямс. Отец Винус, Ричард Уильямс, позже заявлял, что поведение Спырли свидетельствует о её расизме, но сама Винус не придала этому столкновению особого значения, признав, что тоже не попыталась избежать столкновения.

## Спортивная карьера
Ирина Спырля вспоминает, что в детстве она мечтала заниматься спортивной гимнастикой и повторить успех Нади Команечи. Однако в шесть лет отец привёл её к теннисному тренеру Константину Космеску, который убедил её заниматься теннисом. Космеску работал со Спырлей девять лет, поставив ей в частности её лучший удар — открытой ракеткой.
В 1990 году, в 16 лет, Спырля выиграла Открытый чемпионат Франции среди девушек в парах. Её партнёршей была ещё одна юная румынка Руксандра Драгомир. С этого же года начались её выступления в профессиональных турнирах ITF, в августе выиграв первый турнир такого ранга в паре с Драгомир, а месяц спустя пробившись в свой первый финал в одиночном разряде. До конца года она довела число титулов в парном разряде до трёх. Со следующего года Спырля уже выступала за сборную Румынии в Кубке Федерации, в частности принесши команде в паре с Драгомир решающее очко в матче со сборной Таиланда. В 1992 году она в 18 лет уже представляла Румынию на Олимпийских играх в Барселоне, но проиграла в первом же круге как в одиночном разряде (второй ракетке турнира Аранче Санчес), так и в паре с Драгомир.
В сентябре 1993 года в Саппоро Спырля впервые пробилась в финал турнира WTA. Занимавшая 135-е место в рейтинге румынка успешно преодолела квалификационные раунды, а в основной сетке обыграла последовательно первую ракетку турнира (Аманду Кётцер, на тот момент занимавшую в рейтинге 14-ю позицию), а затем пятую, остановившись лишь в финале. Всего за год она проделала в рейтинге путь со 164-го места до 63-го, в 1994 году удостоившись награды WTA как «новичок года». Успешные выступления продолжались и в следующем году, в котором Спырля выиграла свои первые турниры WTA как в одиночном, так и в парном разряде. В мае на Открытом чемпионате Италии Ирина одержала первую в карьере победу над соперницей из первой десятки рейтинга, обыграв седьмую ракетку мира Габриэлу Сабатини.
Начав 1995 год с победы в своём втором турнире WTA в парном разряде, Спырля затем дошла до четвертьфинала Открытого чемпионата Франции в паре с южноафриканкой Элной Рейнах после победы над седьмой сеяной парой Манон Боллеграф-Ренне Стаббс. К октябрю, несмотря на то, что вторая половина года у неё не сложилась, Спырля поднялась в рейтинге для игроков в парном разряде до 16-го места — высшего в своей парной карьере. В одиночном разряде она вначале дошла до финала в Джакарте, затем до полуфинала на турнире высшей категории в Берлине, победив двух соперниц из Top-20 рейтинга прежде, чем проиграть Аранче Санчес — первой ракетке мира на тот момент, а после этого выиграла второй год подряд турнир WTA в Палермо. Эти результаты позволили ей завершить год на 21-м месте в рейтинге.
За весну 1996 года Спырля выиграла два самых значительных турнира в своей взрослой карьере. Сначала в апреле ей покорился в одиночном разряде турнир 2-й категории в Амелия-Айленд, где по пути к титулу она победила сначала Санчес, к тому моменту вторую в мире. Через месяц она, уже в паре с Санчес, стала победительницей Открытого чемпионата Италии, относящегося к высшей категории турниров WTA, в парном разряде. До конца года Спырля ещё дважды обыгрывала соперниц из первой десятки рейтинга (Бренду Шульц-Маккарти и Мэри-Джо Фернандес) и завершила сезон выступлением на итоговом турнире WTA и выходом на десятую позицию в рейтинге. Следующий год был для неё ознаменован выходом в четвертьфинал Открытого чемпионата Австралии, где её обыграла четвёртая ракетка мира Мартина Хингис, и первым финалом турнира высшей категории в одиночном разряде (в Индиан-Уэллс, где Спырля обыграла в полуфинале Аранчу Санчес, уступив в итоге Линдсей Дэвенпорт — к тому моменту восьмой ракетке мира). Однако главный успех сезона пришёл к ней на Открытом чемпионате США, где посеянная под 11-м номером румынка последовательно обыграла пятую ракетку мира Кётцер и вторую ракетку мира Монику Селеш, прежде чем уступить в полуфинале юной Винус Уильямс в матче, который закончился тай-брейком в третьем сете. Спырля стала первой румынкой в полуфинале женского турнира Большого шлема с 1982 года, когда этот результат на Открытом чемпионате Франции показала Вирджиния Рузичи. К октябрю она поднялась в рейтинге на седьмую строчку, рекордную в своей одиночной карьере, и завершила сезон выходом в полуфинал итогового турнира WTA, где её остановила третья ракетка мира Яна Новотна.
За следующие два года Спырля трижды играла в финалах турниров WTA в одиночном разряде (одна победа) и шесть раз — в парном, в том числе пять раз в 1999 году (три победы). В 1998 году она второй раз проиграла в финале турнира высшей категории в одиночном разряде, теперь в Хилтон-Хед-Айленд, где была посеяна седьмой и обыграла на пути в финал первую и третью сеяную соперницу (Дэвенпорт и Селеш), а в конце года во второй раз подряд дошла до полуфинала в итоговом турнире WTA. Из пяти парных финалов 1999 года четыре Спырля провела с нидерландкой Каролиной Вис, дважды выиграв турниры 2-й категории и завершив год лишь на одно место в рейтинге ниже своего личного рекорда. Последним турниром в её игровой карьере стал Уимблдонский турнир 2000 года, который она сыграла в 26 лет. По собственным словам Спырли, её уговаривали остаться, да и сама она чувствовала в себе силы играть на уровне Top-20, но это было карьерное решение, принятое ещё за шесть месяцев до этого, и она не стала от него отказываться.

## Положение в рейтинге в конце сезона
| Разряд    | 1990 | 1991 | 1992 | 1993 | 1994 | 1995 | 1996 | 1997 | 1998 | 1999 |
| --------- | ---- | ---- | ---- | ---- | ---- | ---- | ---- | ---- | ---- | ---- |
| Одиночный | 310  | 208  | 164  | 63   | 43   | 21   | 10   | 8    | 15   | 35   |
| Парный    | 276  | 226  | 172  | 94   | 64   | 24   | 25   | 38   | 33   | 17   |

## Финалы турниров WTA за карьеру (23)
| Легенда           |
| ----------------- |
| Большой шлем (0)  |
| Чемпионат WTA (0) |
| I категория (4)   |
| II категория (5)  |
| III категория (9) |
| IV категория (5)  |
| V категория (0)   |

### Одиночный разряд (4+6)
| Результат | №  | Дата             | Турнир                              | Покрытие | Соперница в финале    | Счёт в финале  |
| --------- | -- | ---------------- | ----------------------------------- | -------- | --------------------- | -------------- |
| Поражение | 1. | 27 сентября 1993 | Саппоро, Япония                     | Ковёр(i) | Линда Уайлд           | 4-6, 3-6       |
| Поражение | 2. | 25 апреля 1994   | Таранто, Италия                     | Грунт    | Жюли Алар             | 2-6, 3-6       |
| Победа    | 1. | 4 июля 1994      | Палермо, Италия                     | Грунт    | Бренда Шульц          | 6-4, 1-6, 7-65 |
| Поражение | 3. | 2 января 1995    | Джакарта, Индонезия                 | Хард     | Сабина Хак            | 6-2, 6-76, 4-6 |
| Победа    | 2. | 10 июля 1995     | Палермо (2)                         | Грунт    | Сабина Хак            | 7-61, 6-2      |
| Победа    | 3. | 8 апреля 1996    | Амелия-Айленд, Флорида, США         | Грунт    | Мари Пьерс            | 6-77, 6-4, 6-3 |
| Поражение | 4. | 3 марта 1997     | Индиан-Уэллс, Калифорния, США       | Хард     | Линдсей Дэвенпорт     | 2-6, 1-6       |
| Поражение | 5. | 30 марта 1998    | Хилтон-Хед-Айленд, Ю. Каролина, США | Грунт    | Аманда Кётцер         | 3-6, 4-6       |
| Победа    | 4. | 18 мая 1998      | Страсбург, Франция                  | Грунт    | Жюли Алар-Декюжи      | 7-65, 6-3      |
| Поражение | 6. | 19 апреля 1999   | Каир, Египет                        | Грунт    | Аранча Санчес-Викарио | 1-6, 0-6       |

### Парный разряд (6+7)
| Результат | №  | Дата             | Турнир                              | Покрытие | Партнёрша             | Соперницы в финале                       | Счёт в финале  |
| --------- | -- | ---------------- | ----------------------------------- | -------- | --------------------- | ---------------------------------------- | -------------- |
| Победа    | 1. | 25 апреля 1994   | Таранто, Италия                     | Грунт    | Ноэль ван Лоттум      | Изабель Демонжо Сандра Чеккини           | 6-3, 2-6, 6-1  |
| Победа    | 2. | 2 января 1995    | Джакарта, Индонезия                 | Хард     | Клаудиа Порвик        | Лоранс Куртуа Нанси Фебер                | 6-2, 6-3       |
| Поражение | 1  | 24 апреля 1995   | Открытый чемпионат Хорватии, Загреб | Грунт    | Лаура Голарса         | Мерседес Пас Рене Симпсон                | 5-7, 2-6       |
| Поражение | 2. | 29 января 1996   | Токио, Япония                       | Ковёр(i) | Мариан де Свардт      | Наталья Зверева Джиджи Фернандес         | 6-77, 3-6      |
| Победа    | 3. | 6 мая 1996       | Открытый чемпионат Италии, Рим      | Грунт    | Аранча Санчес-Викарио | Джиджи Фернандес Мартина Хингис          | 6-4, 3-6, 6-3  |
| Поражение | 3. | 4 ноября 1996    | Окленд, Калифорния, США             | Ковёр(i) | Натали Тозья          | Линдсей Дэвенпорт Мэри-Джо Фернандес     | 1-6, 3-6       |
| Поражение | 4. | 19 мая 1997      | Открытый чемпионат Испании, Мадрид  | Грунт    | Инес Горрочатеги      | Аранча Санчес-Викарио Мэри-Джо Фернандес | 3-6, 2-6       |
| Поражение | 5. | 2 ноября 1998    | Лейпциг, Германия                   | Ковёр(i) | Манон Боллеграф       | Елена Лиховцева Ай Сугияма               | 3-6, 7-62, 1-6 |
| Поражение | 6. | 4 января 1999    | Голд-Кост, Австралия                | Хард     | Кристин Канс          | Корина Морариу Лариса Нейланд            | 3-6, 3-6       |
| Победа    | 4. | 22 февраля 1999  | Париж, Франция                      | Ковёр(i) | Каролина Вис          | Елена Лиховцева Ай Сугияма               | 7-5, 3-6, 6-3  |
| Поражение | 7. | 19 апреля 1999   | Каир, Египет                        | Грунт    | Каролина Вис          | Лоранс Куртуа Аранча Санчес-Викарио      | 7-5, 1-6, 6-73 |
| Победа    | 5. | 20 сентября 1999 | Люксембург                          | Ковёр(i) | Каролина Вис          | Тина Крижан Катарина Среботник           | 6-1, 6-2       |
| Победа    | 6. | 25 октября 1999  | Линц, Австрия                       | Ковёр(i) | Каролина Вис          | Тина Крижан Лариса Нейланд               | 6-4, 6-3       |